# Jaime Serra Puche
Pour les articles homonymes, voir Puche (homonymie).
Jaime Serra Puche, né le 11 janvier 1951 ou 1955 à Mexico, est un économiste. Il est président de la société de conseil SAI Law and Economics. Il est fondateur d'Aklara, une société de vente aux enchères spécialisée dans l'électronique, de CAM (Arbitration Center of Mexico) et du fonds de pension privée NAFTA Fund of Mexico. Il est aussi vice-président du groupe nord-américain de la Commission trilatérale.

## Biographie
Jaime Serra est titulaire d'une licence de sciences politiques à l'université nationale autonome du Mexique. Il obtient ensuite son master's degree au El Colegio de México et son doctorat à l'université Yale,.
De 1986 à 1994, Jaime Serra travaille au sein du gouvernement mexicain où il est successivement sous-secrétaire d'État au finances (1986-1988), ministre du Commerce et de l'Industrie (1988-1994), puis ministre des Finances (à partir de décembre 1994),. Il démissionne en mars 1995 en reconnaissant n'avoir pas anticipé la crise économique qui suivit sa nomination et qui mena à une dévaluation du pesos,. Le président sortant Carlos Salinas de Gortari accuse le coup sur le nouveau gouvernement qu'il taxe d' erreur de décembre (en référence à la date de prise de pouvoir du nouveau gouvernement), et la presse mexicaine lui donne le surnom de el devaluador. Les conséquences sont considérables, le pesos est dévalué à 100%, l'économie mexicaine perd US10 milliards $ dans les réserves internationales, le Mexique est alors l'épicentre d'une crise internationale que les économistes surnomment l'effet Tequila.
Lors de son mandat de ministre du commerce et de l'industrie, il gère les accords de libre-échange avec le Chili, la Colombie, le Venezuela, la Bolivie et le Costa Rica. En 1994, il met fin à l'exportation en vrac de tequila afin de mieux contrôler son appellation et sa distribution à l'international.
En 1997, il fonde le CAM (Arbitration Center of Mexico), et en 2001, il crée Aklara, entreprise spécialisée dans la vente aux enchères de produits électroniques.

## Autres mandats
Jaime Serra siège au conseil d'administration des sociétés suivantes :
- Chiquita Brands International
- The Mexico Fund
- Tenaris
- Vitro
- Grupo Modelo
- BBVA Bancomer

## Prix et récompenses
- Prix Woodrow Wilson (2014)[2]
- Médaille Wilbur Lucius de l'université Yale (1993)[1]
- Prix national des sciences sociales, Mexique (1986)[1]
- Prix national de l'économie de Banamex (1979)[1]